# Ampaquina

AMPA

Ampaquinas são uma classe de compostos caracterizados por aumentar o limiar de atenção e o estado de alerta, e também por facilitar a aprendizagem e memória. A denominação ampaquina é derivada do receptor AMPA de ácido glutâmico, com os quais interagem fortemente. O receptor Ampa, por sua vez, tirou seu nome do composto AMPA, que se liga ao receptor de maneira seletiva
A DARPA é uma das instituições que investigam as ampaquinas. Nesse caso, as pesquisas estão direcionadas para obter aplicações que aprimorem o desempenho militar de humanos.

## Efeitos
Diferentemente dos primeiros estimulantes (como a cafeína, metilfenidato (Ritalin) e as anfetaminas), a ampaquina não evidencia produzir efeitos colaterais desagradáveis, como a insônia
Atualmente, elas estão sendo investigadas como um tratamento potencial para uma grande gama de condições envolvendo deficiências e distúrbios mentais, como o mal de Alzheimer, doença de Parkinson, esquizofrenia, depressão resistente ao tratamento (DRT) ou enfermidades neurológicas, como o transtorno do déficit de atenção com hiperatividade (TDAH), entre outros.
A atividade das ampaquinas tem sido estabelecida como os modos de ação da já bem conhecida classe dos nootrópicos, as drogas racetam, como a piracetam, aniracetam, oxiracetam, e pramiracetam, entretanto, essas drogas tem múltiplos modos de ação e produzem apenas receptores AMPA de ativação fraca, e não está claro em quão significantes são as ações das ampaquinas na produção dos efeitos nootrópicos. Compostos ampaquínicos recentes são mais potentes e seletivos para os alvos dos receptores AMPA, e enquanto nenhum dos receptores ampaquínicos seletivos não chegam ao mercado, um composto, o CX717, está na fase II dos testes clínicos desde 2008

## Exemplos e estruturas
Cinco classes estruturais das drogas ampaquinas tem sido desenvolvidas a um tempo considerável:
- As drogas racetam derivadas da pirrolidina, como a piracetam e a aniracetam
- A série de drogas CX que abrange as estruturas piperidina e pirrolidina
- Drogas derivadas da tiazida, como o ciclotiazida e a IDRA-21
- Sulfonamidas como a LY-392,098, LY-404,187, LY-451,646, LY-503,430 e Unifiram
- Drogas derivadas da benzilpiperazina, como a sunifiram

### Família Racetam
O composto-pai, no qual pela primeira vez a modulação da atividade AMPA foi pela primeira vez caracterizada, foi o bastante conhecido nootrópico aniracetam. Diversas drogas da família racetam foram relatadas como produtoras de efeitos ampaquínicos. Apesar desse comportamento estar bem estabelecido para alguns compostos, como o aniracetam e o pramiracetam, ainda está indefinido se toda a família racetam age dessa forma, pois as drogas racetam aparentam ter múltiplos modos de ação.

### Cortex Pharmaceuticals (indústria farmacêutica)

Ampaquinas da Cortex Pharmaceuticals CX-546, CX-516, and CX-614

Desde a descoberta do modo de ação das ampaquinas como um dos meios pelo qual as racetams produzem seus efeitos nootrópicos, uma grande gama de ampaquinas como maior seletividade tem sido desenvolvidas pela Cortex Pharmaceuticals; companhia que detêm patentes que cobrem a maioria dos usos médicos dessa classe de medicamento. Os compostos mais bem conhecidos resultantes programa de desenvolvimento de drogas da Cortex são:
- CX-516 (Ampalex)
- CX-546
- CX-614
- CX-691 (Farampator)
- CX717
- Org 26576. Essa droga foi inventada pela Cortex, mas esta licenciada para a Organon para fins de desenvolvimento

Muitos outros compostos, como o CX-701, CX-1739, CX-1763 e  CX-1837, estão na fase de desenvolvimento inicial, e enquanto pouca informação sobre eles tem sido liberada, acredita-se que o CX-1739 é o mais potente da classe até o momento, com 5x a potencia do CX-717

### Eli LillyeSchering-Plough
Outros compostos que produzem o perfil de atividade das ampaquinas, como o IDRA-21 e a LY-503,430 da Eli Lilly, junto com a unifiram e a sunifiram tem sido desenvolvidas por outras companhias farmacêuticas, mas restritas ao testes em animais até o momento. A Cortex é a única empresa que atualmente desenvolve ampaquinas seletivas para uso humano, em parceria com a grande indústria farmacêutica Schering-Plough.

## Mecanismo
É teorizado que a ação das ampaquinas seja facilitar a transmissão dentro das sinapses que usam ácido glutâmico como neurotransmissores. Essa ocorrência, por sua vez, aumenta a plasticidade sináptica (ver neuroplasticidade), que resulta em aumento da performance cognitiva.
Ampaquinas funcionam através de ligação por controle alostérico a receptores específicos do cérebro, chamado receptor ácido glutâmico tipo AMPA. Isso aumenta a atividade do glutamato, um neurotransmissor, e torna fácil a codificação da memória e melhora o processo de aprendizagem. Além disso, alguns membros da família de drogas ampaquina podem aumentar os níveis dos fatores tróficos, como o fator neurotrófico derivado do cérebro (FNDC, ou em inglês BDNF)

## Efeitos colaterais
Poucos efeitos colaterais foram determinados, mas uma ampaquina chamada faramptor (CX-691) tem efeitos colaterais, como dor de cabeça, sonolência, náusea e enfraquecimento da memória episódica.

## Usos
Tem sido proposto como tratamento para a síndrome de Rett, após terem sido realizados teste bem sucedidos em um modelo animal.